# I ragazzi di via Panisperna
I ragazzi di via Panisperna è un film del 1988 diretto da Gianni Amelio.
Racconta le esperienze di vita, privata e professionale, di coloro che passarono alla storia come i ragazzi di via Panisperna, un gruppo di giovani scienziati italiani che negli anni '30, con le loro ricerche, diedero un contributo fondamentale allo studio e alle applicazioni della fisica nucleare.

## Trama
La vicenda, ispirata a una storia vera, è ambientata negli anni Trenta, all'Istituto di Fisica di via Panisperna a Roma, dove il fisico Enrico Fermi, con la supervisione di Orso Mario Corbino, formò un gruppo di ricerca con Franco Rasetti, Emilio Segrè, Bruno Pontecorvo, Edoardo Amaldi e Ettore Majorana, che si resero protagonisti di grandi scoperte nel campo della fisica nucleare. Nel film sono raccontate le vite, le ansie e gli entusiasmi di questi giovani, con una particolare attenzione al lato privato.
La storia ha tra i filoni principali il rapporto tra Enrico e Ettore, col primo che finisce per essere un po' padre e un po' fratello maggiore di Ettore. Il regime politico, le leggi razziali, la scomparsa nel nulla di Ettore (morte sospetta o suicidio), che già avvertiva come le loro scoperte nelle mani sbagliate avrebbero potuto essere potenti armi di distruzione, si rivelano più decisivi dell'amore per la fisica che li aveva tanto uniti, e infine i ragazzi prendono strade diverse.

## Distribuzione
La versione televisiva fu trasmessa su Rai 1 in 2 serate domenica 18 e domenica 25 febbraio 1990. Al 2022 è disponibile su RaiPlay.

## Riconoscimenti
- 1990 - Premio Flaiano
  - Premio per la sceneggiatura a Vincenzo Cerami
- 1989 - Ciak d'oro
  - Miglior montaggio a Roberto Perpignani[2]
  - Migliori costumi a Lina Nerli Taviani[2]